# 自由人民报

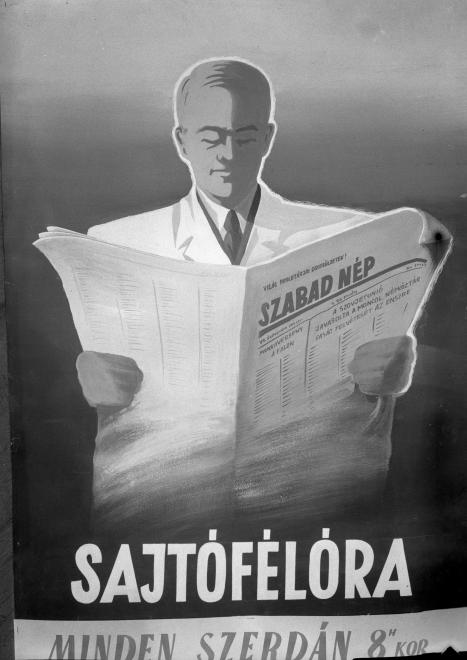
1950年1月1日，《自由人民报》新闻发布会的海报

《自由人民报》（匈牙利語：Szabad Nép）是匈牙利国共产党于1942年2月1日创办并秘密发行的报纸。由于受到当时的匈牙利政府打压，该报一度停刊。1945年3月25日，复刊。1948年，成为匈牙利劳动人民党的中央机关报。1956年匈牙利革命期间，该报报社被起义者接管并发表同情改革的文章。但该报因曾支持拉科西政权而导致形象严重受损，遂于10月29日停刊。匈牙利劳动人民党的继承者匈牙利社会主义工人党成立后，11月2日，《自由人民报》正式终刊。随后，《人民自由报》创刊，作为匈牙利社会主义工人党的机关报。